# Kristina Pimenova
Kristina Ruslanovna Pimenova (Russisk: Кристина Руслановна Пименова, født den 27. december 2005) er en russisk børnemodel og skuespillerinde, der bor i USA.
Pimenovas far: Ruslan Pimenov er en tidligere fodboldspiller og hendes mor: Glikerija Sjirokova, en tidligere model. Pimenova begyndte at gå til mode før sin fjerde års fødselsdag, efter at hendes mor begyndte at sendte billeder til de sociale medier. I 2014 kaldte det amerikanske blad Women Daily magazine Pimenova for "den smukkeste pige i verden".
 Der er for få eller ingen kildehenvisninger i denne artikel, hvilket er et problem. Du kan hjælpe ved at angive troværdige kilder til de påstande, som fremføres i artiklen.